# Invisible Limits
Invisible Limits es una banda alemana de new wave y música electrónica formada a mediados de los años 80, originalmente compuesta por cuatro jóvenes. Lanzaron numerosos álbumes de los que destacan los sencillos «Golden Dreams» y «Natalies».

## Historia

### sigloXX
El grupo vio la luz en un oscuro sótano carbonero en abril de 1985. Cuatro jóvenes descontentos, Thomas Lüdke (voz y teclados), Ralf P. Schauf (bajo), Andreas Basera Küchenmeister (percusión) y Marion Aseema Küchenmeister (letra y voz) habían aunado fuerzas y centraban su búsqueda del sentido de la vida en convertir sus sentimientos en música.
Los dos primeros temas de la banda, «Love is a kind of mystery» y «Devil Dance», fueron tomando forma y los pinchadiscos empezaron a pasarse copias caseras de las grabaciones de uno a otro, cosa que hizo posible la irrupción de Invisible Limits en la escena de la new wave aún antes de que se editara nada oficialmente.
Pero cuando la primera euforia se apaciguó, el éxito les hizo anhelar más. La diversidad de opiniones en cuanto a los proyectos en solitario, a los sonidos y a los objetivos, acabaron en la primera división del grupo en 1987. El vocalista Thomas Lüdke abandona la banda e intenta el éxito en solitario con «The Invincible Spirit».
Su primer álbum, «Demand for Supply» (1987) abrió el camino y el estilo del grupo, con una voz de ensueño, era Marion quien daba el sonido de marca a Invisible Limits. 
Dos años después aparecería el segundo álbum, «A Conscious State» (1989). Recibieron muy buenas críticas de la prensa especializada que describían la versión de «Love Will Tear Us Apart», de Joy Division, como uno de los temas más interesantes y brillantes de los últimos meses (Fachblatt), llegando algunos a decir que era una de las mejores versiones de los 80 o el disco del verano e invierno del 89/90. Por primera vez, las revistas musicales británicas se hicieron eco de los alemanes, describiéndolos como una irresistible y bailonga combinación de New Order y Eurythmics (Record Mirror).
En España, el álbum llegó al puesto número 4 en las listas «dance» en marzo de 1990. La gira ibérica del grupo de 1990-1992 los llevó por salas de Valencia, Tarragona y Murcia, donde se colgaron los carteles de No hay entradas. El éxito en tierra ajena fue memorable y provocó la edición, años más tarde, de un disco de éxitos titulado «History (The Best)».
«Familiar!» (1991) pertenece a la tercera etapa en la historia de la banda, producido junto con el británico John Fryer (Depeche Mode, Nine Inch Nails o HIM). Las aportaciones musicales de gente perteneciente a una nueva generación se reflejaba en sutiles arreglos y en un sonido más claro y relajado.
Festivales como el Rheinkultur o Lords of Independance hicieron crecer su base de seguidores y el tamaño de las salas de conciertos durante sus giras.
Las peticiones de los fans de una grabación en directo resultó en «Live», una grabación pura y dura de su concierto en la Wuppertaler Börse el 5 de febrero de 1992.
El quinto álbum de la banda, «Violence» (1993) fue otro hito en la historia del grupo. Ralf P. Schauf y Jürgen Jaeger habían abandonado la banda, dejando a Marion Aseema Küchenmeister y Andreas Basera Küchenmeister a sus anchas. Con invitados musicales ingleses (Nigel Butler, Andy Falconer y Len Davies), canadienses (Darrin Huss, Psyche) y mexicanos (Blanca Solorio), quedó claro el puro y enorme potencial del grupo.
Aunque este quinto álbum pasó desapercibido en Alemania, en 1995, las peticiones de los seguidores llevaron a Aseema y Basera a la capital de Letonia. Innumerables entrevistas de radio y programas de televisión hicieron que la fría ciudad de Riga hirviera a principios de enero al presentar a los letones sus canciones melancólicas envueltas de sonido esférico.
De allí, marcharon directamente a Argentina, donde cosecharon un gran éxito con «Violence» durante el otoño europeo de 1995. El álbum se mantendría entre los cinco primeros puestos de las listas durante las siguientes semanas. Siguieron más giras por Argentina y Chile, con algunos conciertos retransmitidos por televisión. Otras ediciones en Chile, Uruguay, Perú y hasta México hicieron de este grupo las estrellas del mundo musical hispanoamericano, y les hizo experimentar los lados positivos y negativos de la fama.
Invisible Limits volvieron finalmente a su país en 1996. Los jóvenes descontentos se habían convertido en adultos pensativos y 10 años de producción y tensión de la gira tuvieron su resultado: Aseema y Basera se tomaron un descanso para reorganizar y repensar las estructuras del pasado.

### sigloXXI
En 2005 regresan con el que es hasta la fecha su último disco de estudio: «The Final Album». Ese mismo año, en octubre, la banda celebra en la sala Zwischenfall de Bochum un concierto presentación de este último trabajo, y que coincide con su 20 aniversario, al cual asisten como invitados antiguos amigos de la banda como Darrin Huss (Psyche), Ralph P. Schauf (exbajista), Jürgen Jäger (exguitarrista), Thomas Lüdke (The Invincible Spirit) y Thomas Gillmeister.
Entre 2006 y 2010 la banda sigue ofreciendo conciertos por diversos países, especialmente en España. Conciertos como los ofrecidos en la sala Salamandra y KGB de Barcelona o Delta Festival en Tarragona son, a día de hoy, todavía muy recordados.
En 2011 la banda, y tras una pequeña pausa, retoma de nuevo la actividad de la mano de Marion Küchenmeister, incorporando a la formación a su hijo Max a cargo de las guitarras. Para alegría de sus seguidores, la banda vuelve a los escenarios con sus temas más conocidos en versiones actualizadas y algún tema nuevo. 
En 2013 se remasterizan todos sus discos para su distribución en formato digital y un par de años más tarde ve la luz un nuevo recopilatorio de remezclas donde colaboran bandas de la talla de: Psyche, The Eternal Afflict, Interfront, Último Destino, Per Anders Kurenbach, Len Davis y No More, entre otros. La acogida es muy positiva y ello provoca que la banda sea cada vez más demandada en los escenarios.

## Discografía

### Álbumes
- «Demand for Supply» (1987).
- «A Conscious State» (1989).
- «Familiar!» (1991).
- «Live» (1992).
- «Violence» (1993).
- «The Final Album» (2005).

### Sencillos
- «Love is a kind of mystery» (1985).
- «Devil Dance» (1986).
- «Friends» (1987).
- «Thoughts» (1987).
- «Love Will Tear Us Apart» (1988, versión del tema de Joy Division).
- «Golden Dreams» (1989).
- «How To Be Sure?» (1990).
- «Natalies» (1990).
- «Sex Symbol» (1992).
- «Golden Dreams» (1992, reedición de su propio tema de 1989).
- «Imagine» (1993).
- «Violence» (1994).
- «Golden Dreams / Natalies» (1994, EP).

### Recopilatorios
- «History (The Best)» (1998).
- «The Limited Box» (2000).